# Ninfidiano di Smirne
Ninfidiano di Smirne (Νυμφιδιανός, Nymphidianus; fl. IV secolo) è stato un filosofo greco antico sofista neoplatonico che visse al tempo dell'imperatore Giuliano (360 circa).
Nifidiano forse era fratello di Massimo, nato a Efeso o a Smirne, il quale era fortemente legato all'imperatore Giuliano che fece di Ninfidiano il suo traduttore e segretario per gli affari greci, benché egli fosse più adatto per le declamazioni e per le disputationes che per il disbrigo della corrispondenza diplomatica. Eunapio pensava che Ninfidiano fosse un valido sofista anche se non aveva studiato ad Atene (centro più reputato per quegli studi filosofici che lo stesso Eunapio aveva praticato). 
Sopravvisse alla morte del fratello Massimo e morì in età avanzata..